# Nosodendron tiomanense
Nosodendron tiomanense är en skalbaggsart som beskrevs av Jiri Háva 2006. Nosodendron tiomanense ingår i släktet Nosodendron och familjen almsavbaggar. Inga underarter finns listade i Catalogue of Life.